# Angelique Kerber
Angelique Kerber (ur. 18 stycznia 1988 w Bremie) – niemiecka tenisistka, posiadająca także polskie obywatelstwo, zwyciężczyni trzech turniejów wielkoszlemowych w grze pojedynczej – Australian Open 2016, US Open 2016 oraz Wimbledonu 2018. Podczas igrzysk olimpijskich w Rio de Janeiro (2016) zdobyła srebrny medal w grze pojedynczej. Liderka rankingu WTA od 12 września 2016 do 29 stycznia 2017, od 20 marca do 23 kwietnia 2017 oraz od 15 maja do 16 lipca 2017 roku.
31 lipca 2024 roku zakończyła karierę zawodową.

## Życiorys
Córka Sławomira Kerbera i Beaty Rzeźnik. Wychowywała się w Kilonii, a obecnie mieszka w Puszczykowie, gdzie jej dziadek zbudował Centrum Tenisowe „Angie”. Mówi biegle po niemiecku, angielsku i polsku. Jest przyjaciółką m.in. Agnieszki Radwańskiej i Caroline Wozniacki. Deklaruje się równocześnie jako Niemka i Polka. 25 lutego 2023 roku, w Poznaniu, urodziła córkę Lianę. Ojcem dziecka jest argentyński muzyk i przedsiębiorca Franco Bianco. 16 czerwca 2025 poinformowała, że urodził jej się syn - Ben Bianco

## Kariera zawodowa
Status profesjonalistki uzyskała w 2003 roku. Zadebiutowała w eliminacjach do turnieju I kategorii w Berlinie, przegrywając w drugiej rundzie z Rossaną de los Ríos. Przez kolejny rok startowała w cyklu ITF, osiągając finał w Warszawie. W kolejnych latach wygrała 11 turniejów ITF, w tym 2 deblowe.
W turnieju głównym imprezy rangi WTA zadebiutowała w 2006, po przejściu kwalifikacji do turnieju w Hasselt. W Wielkim Szlemie zadebiutowała podczas French Open 2007. Pierwszy mecz w zawodach tej najwyższej kategorii wygrała podczas Australian Open 2008. Powtórzyła ten wyczyn na US Open 2009. Dotarła do III rundy Australian Open 2010 oraz Wimbledonu 2010.

### 2011
Kerber zaczęła grę na US Open jako numer 92. w światowym rankingu tenisistek. Pokonała w pierwszej rundzie Lauren Davis w trzech setach. Następnie zmierzyła się z rozstawioną z numerem 12. Agnieszką Radwańską, wygrywając 6:3, 4:6, 6:3. Dało to jej po raz pierwszy na tym turnieju awans do trzeciej rundy. Tam pokonała Ałłę Kudriawcewą w dwóch setach. W kolejnym meczu pokonała Monikę Niculescu wynikiem 6:4, 6:3. Rozgrywając swój pierwszy wielkoszlemowy ćwierćfinał, Kerber pokonała 6:4, 4:6, 6:3 rozstawioną z numerem 26. Flavię Pennettę. Przegrała walkę o finał z numerem 9. Samanthą Stosur wynikiem 3:6, 6:2, 2:6. Była drugą Niemką (po Sabine Lisicki) od czasu Steffi Graf, która osiągnęła wielkoszlemowy półfinał.

### 2012
W lutym 2012 roku odnotowała najlepszy turniejowy wynik w dotychczasowej karierze, wygrywając halową imprezę rangi WTA Premier w Paryżu. W półfinale Kerber wyeliminowała rozstawioną z numerem pierwszym Mariję Szarapową, w pojedynku o tytuł zaś wygrała 7:6(3), 5:7, 6:3 z Marion Bartoli. W kwietniu wygrała turniej rangi WTA International Series w Kopenhadze. W finale zawodów zwyciężyła z Caroline Wozniacki 6:4, 6:4. W czerwcu awansowała do finału rozgrywek w Eastbourne, lecz w finale lepsza od niej okazała się Tamira Paszek.
Na przełomie czerwca i lipca 2012 roku awansowała do półfinału wielkoszlemowego Wimbledonu. W pierwszym meczu pokonała Lucie Hradecką 6:4, 6:1. W kolejnej rundzie wygrała z Jekatieriną Makarową 7:5, 6:3. W trzeciej rundzie spotkała się z rozstawioną z numerem 28. Christiną McHale, którą pokonała 6:2, 6:3. W następnym meczu zwyciężyła z byłą liderką rankingu, Kim Clijsters. Spotkanie zakończyło się zwycięstwem Niemki w dwóch setach: obu z jednym oddanym gemem. Jej ćwierćfinałową rywalką była rodaczka Sabine Lisicki; Kerber wygrała z nią 6:3, 6:7(7), 7:5. W spotkaniu o finał uległa Polce Agnieszce Radwańskiej. Jej ostatni mecz w zawodach skończył się wynikiem 3:6, 4:6. W sierpniu osiągnęła finał rozgrywek w Cincinnati, w którym przegrała z Li Na w trzech setach. W październiku po raz pierwszy w karierze wzięła udział w Mistrzostwach WTA, ale przegrała wszystkie trzy mecze fazy grupowej i nie awansowała do półfinału.

### 2013
Sezon 2013 Kerber zaczęła od udziału w turnieju w Brisbane, gdzie została rozstawiona z numerem czwartym. Niemka osiągnęła ćwierćfinał, w którym uległa Anastasiji Pawluczenkowej, w obydwu setach osiągając rezultat 6:7(3). W następnym tygodniu zagrała w Sydney, gdzie w półfinale uległa Dominice Cibulkovej 2:6, 6:4, 3:6. W wielkoszlemowym Australian Open zwyciężyła z Eliną Switoliną, Lucie Hradecką i Madison Keys, by w czwartej rundzie przegrać z Jekatieriną Makarową 5:7, 4:6. Na turnieju w Dosze w drugiej rundzie uległa Monie Barthel 2:6, 1:6. Podobny los spotkał ją w Dubaju, gdzie przegrała w pierwszym meczu z Robertą Vinci.
Następnie wystąpiła w turnieju w Indian Wells. Awansowała do półfinału dzięki walkowerowi Samanthy Stosur. W meczu o finał przegrała z Caroline Wozniacki 6:2, 4:6, 5:7. W Miami odpadła w trzeciej rundzie, po zwycięstwie 6:7(6), 6:3, 6:2 z Francescą Schiavone i porażce 4:6, 0:6 z Soraną Cîrsteą. W kolejnym tygodniu osiągnęła finał zawodów w Monterrey, w którym uległa Anastasiji Pawluczenkowej 6:4, 2:6, 4:6. W Stuttgarcie doszła do półfinału gry pojedynczej i podwójnej, przegrywając w pierwszym z nich z Mariją Szarapową 3:6, 6:2, 5:7.
Podczas zawodów w Madrycie Niemka osiągnęła ćwierćfinał, w którym lepsza okazała się Ana Ivanović. Wycofała się z udziału w turnieju w Rzymie. Na French Open awansowała do czwartej rundy singla i odpadła po pierwszym meczu debla. Na kortach trawiastych w Eastbourne przegrała w drugiej rundzie z Jekatieriną Makarową 3:6, 4:6. Podczas wielkoszlemowego Wimbledonu również osiągnęła drugą rundę, w której uległa Kai Kanepi 6:3, 6:7(6), 3:6.
Okres gry na kortach amerykańskich rozpoczęła od ćwierćfinału turnieju w Waszyngtonie, w którym nie sprostała późniejszej triumfatorce Magdalénie Rybárikovej 6:7(0), 6:3, 3:6. Start w Toronto zakończyła już w pierwszym meczu, przegrywając z Dominiką Cibulkovą 7:6(0), 2:6, 5:7. Podczas turnieju w Cincinnati przegrała w trzeciej rundzie z Li Na 4:6, 4:6. Przegrała również w pierwszym meczu w New Haven z Jeleną Wiesniną 2:6, 4:6.
Podczas US Open wygrała w drugiej rundzie z Eugenie Bouchard 6:4, 2:6, 6:3, a w trzeciej zrewanżowała się Kai Kanepi za porażkę z Wimbledonu, wygrywając 6:0, 6:4. W meczu o ćwierćfinał nie sprostała jednak Carli Suárez Navarro, odpadając z turnieju wynikiem 6:4, 3:6, 6:7(3).
Występy w Azji zaczęła bardzo dobrym startem w Tokio, gdzie doszła do finału, eliminując kolejno: w drugiej rundzie Anę Ivanović 6:4, 6:2, w ćwierćfinale Agnieszkę Radwańską 6:4, 6:4, a w półfinale Caroline Wozniacki 6:4, 7:6(5). W meczu mistrzowskim uległa Petrze Kvitovej 2:6, 6:0, 3:6. Tydzień później doszła do ćwierćfinału turnieju rangi WTA Premier Mandatory w Pekinie – porażka z Agnieszką Radwańską 6:7(7), 4:6. Na początku października wygrała turniej w Linzu, zwyciężając w finale nad Aną Ivanović 6:4, 7:6(6), dzięki czemu awansowała do Turnieju Mistrzyń w Stambule. W Turcji Angelique Kerber odpadła po fazie grupowej, odnosząc tylko jedno zwycięstwo – nad Agnieszką Radwańską 6:2, 6:2; przegrała z Sereną Williams 3:6, 1:6 i Petrą Kvitovą 7:6(3), 2:6, 3:6. Sezon zakończyła po raz drugi z rzędu w TOP 10 – na 9. miejscu rankingu WTA Tour.

### 2014
Sezon rozpoczęła od ćwierćfinału w Brisbane (porażka z Jeleną Janković 7:6(8), 3:6, 1:6) oraz finału w Sydney, w którym ulegała kwalifikantce Cwetanie Pironkowej 4:6, 4:6. Podczas wielkoszlemowego Australian Open powtórzyła swój zeszłoroczny najlepszy rezultat w Melbourne – czwartą rundę (porażka z Flavią Pennettą 1:6, 6:4, 5:7).
W lutym osiągnęła kolejny finał turnieju WTA – w Dosze mecz mistrzowski przegrała z Simoną Halep 2:6, 3:6. Porażki w pierwszych meczach w Dubaju i Indian Wells powetowała sobie ćwierćfinałem w Miami, w którym musiała jednak uznać wyższość liderki rankingu Sereny Williams 2:6, 2:6.
Sezon na mączce rozpoczęła od porażek w pierwszych meczach na turniejach w Stuttgarcie (uległa Carli Suárez Navarro 5:7, 4:6), Madrycie (w meczu z Caroline Garcią przy stanie 3:6, 0:2 skreczowała) i Rzymie (przegrała z kwalifikantką Petrą Cetkovską 6:4, 3:6, 4:6).
Na French Open doszła do czwartej rundy (porażka z późniejszą półfinalistką Eugenie Bouchard 1:6, 2:6). Później, eliminując w ćwierćfinale Jekatierinę Makarową 6:1, 6:2 oraz w półfinale Caroline Wozniacki 3:6, 7:6(3), 6:3, osiągnęła finał turnieju w Eastbourne (porażka z Madison Keys 3:6, 6:3, 5:7) oraz ćwierćfinał Wimbledonu, ulegając w nim ponownie Bouchard, ale wcześniej eliminując m.in. Mariję Szarapową 7:6(4), 4:6, 6:4.
US Open Series Kerber zaczęła finałem w Stanford, w którym przegrała ponownie z Sereną Williams 6:7(1), 3:6. Później Niemka wygrała tylko po jednym meczu w Montrealu i Cincinnati (porażki odpowiednio z Venus Williams 3:6, 6:3, 4:6 i Caroline Wozniacki 5:7, 2:6). Podczas wielkoszlemowych zmagań w Nowym Jorku Kerber rozstawiona z numerem szóstym przegrała w trzeciej rundzie z siedemnastoletnią Belindą Bencic 1:6, 5:7.
Jesienne zmagania w Azji Niemka rozpoczęła od turnieju w Tokio, w którym Kerber nie obroniła finału, przegrywając rundę wcześniej z Aną Ivanović 5:7, 3:6. W Chinach, podczas nowego turnieju w Wuhanie, przegrała w ćwierćfinale z dwudziestoletnią Eliną Switoliną 4:6, 6:7(3). Porażką w trzeciej rundzie w turnieju rangi WTA Premier Mandatory w Pekinie oraz rezygnacją z obrony tytułu w Linzu zaprzepaściła swoje szanse na awans do WTA Finals i sezon zakończyła na 10. miejscu rankingu WTA Tour.

### 2015
Nowy sezon rozpoczęła od obrony ćwierćfinału w Brisbane (kolejna porażka ze Switoliną 6:4, 5:7, 3:6). W Sydney przegrała w półfinale z Karolíną Plíškovą 3:6, 2:6, a podczas Australian Open odpadła niespodziewanie (była rozstawiona z 9. numerem) już w pierwszej rundzie, ulegając Irinie-Camelii Begu 4:6, 6:0, 1:6.
Później po serii wczesnych porażek (pierwszy mecz w Antwerpii z Francescą Schiavone 1:6, 1:6, trzecia runda w Dubaju z Flavią Pennettą 2:6, 6:3, 1:6, pierwsze mecze w Dosze z Wiktoryją Azaranką 0:6, 3:6 i Indian Wells ze Sloane Stephens 6:7(6), 2:6 oraz trzecia runda Miami Open ze Swietłaną Kuzniecową 3:6, 6:3, 3:6) Kerber spadła na 16. miejsce w rankingu WTA Tour. Sytuację poprawiła serią jedenastu kolejnych zwycięstw (triumfy w Charleston i Stuttgarcie oraz zwycięski mecz w Pucharze Federacji).
W maju awansowała do półfinału w Norymberdze, który to mecz oddała walkowerem Robercie Vinci. Jednak podczas French Open odpadła już w trzeciej rundzie, przegrywając z Garbiñe Muguruzą 6:4, 2:6, 2:6.
Występy na trawiastej nawierzchni zainaugurowała w Birmingham, gdzie po finale z Karolíną Plíškovą (6:7(5), 6:3, 7:6(4)) sięgnęła po swój trzeci triumf turnieju rangi WTA Premier w roku. Na Wimbledonie nie obroniła ćwierćfinału sprzed roku i w trzeciej rundzie musiała, drugi raz w ciągu półtora miesiąca, uznać wyższość Garbiñe Muguruzy – porażka 6:7(12), 6:1, 2:6.
US Open Series 2015 Kerber zaczęła jeszcze lepiej niż rok wcześniej, gdyż wygrała w Stanford. Na drodze do finału pokonała m.in. Agnieszkę Radwańską 4:6, 6:4, 6:4 i Elinę Switolinę 6:3, 6:1, a w decydującym meczu ponownie okazała się lepsza od Karolíny Plíškovej – 6:3, 5:7, 6:4. Później jednak Niemka przegrała w Toronto w trzeciej rundzie z Simoną Halep 3:6, 7:5, 4:6 i pierwszy mecz w Cincinnati z Belindą Bencic 5:7, 3:6. Na US Open uległa w trzeciej rundzie Wiktoryji Azarance 5:7, 6:2, 4:6.
Pod koniec sezonu osiągnęła ćwierćfinały w Tokio i Pekinie, półfinał w Wuhanie (kolejna porażka z Muguruzą – 4:6, 6:7(5)) oraz finał w Hongkongu – porażka z Jeleną Janković 6:3, 6:7(4), 1:6. Dzięki dobrej postawie awansowała po raz trzeci do Turnieju Mistrzyń. W Singapurze pokonała w pierwszym meczu Petrę Kvitovą 6:2, 7:6(3). W drugim spotkaniu uległa, po raz czwarty w sezonie, Garbiñe Muguruzie 4:6, 4:6. By awansować do półfinału, musiała pokonać Lucie Šafářovą. Czeszka jednak rozegrała najlepszy mecz w turnieju i Kerber po raz kolejny nie wyszła z grupy i sezon drugi raz z rzędu zakończyła na 10. miejscu rankingu WTA Tour.

### 2016
Sezon olimpijski niemiecka tenisistka rozpoczęła od finału w Brisbane, w którym po raz szósty w karierze przegrała z Wiktoryją Azaranką (3:6, 1:6); w turnieju tym razem z Andreą Petković dotarła także do finału deblowego, gdzie przegrała z najlepszą wtedy parą świata Martina Hingis–Sania Mirza. W Sydney po pokonaniu w pierwszej rundzie Switoliny 4:6, 6:0, 6:3, mecz drugiej oddała walkowerem.
Wielkoszlemowy Australian Open rozpoczęła jako rozstawiona z numerem siódmym. Już w pierwszej rundzie musiała bronić piłek meczowych w meczu przeciwko Misaki Doi, zakończonym ostatecznie 6:7(4), 7:6(6), 6:3. Później nastąpiła seria występów kończonych w dwóch setach. W ćwierćfinale zmierzyła się z Wiktoryją Azaranką i powrocie w drugim secie ze stanu 2:5, Niemka po raz pierwszy w karierze pokonała Białorusinkę wynikiem 6:3, 7:5 i awansowała do półfinału. W meczu o finał pokonała Johannę Kontę 7:5, 6:2. W meczu mistrzowskim spotkała się z liderką rankingu Sereną Williams. Spotkanie Kerber rozstrzygnęła na swoją korzyść 6:4, 3:6, 6:4 i zdobyła swój pierwszy tytuł wielkoszlemowy. Zwycięstwo przyniosło ze sobą kilka nowych rekordów: dzięki niemu awansowała na najwyższe w historii 2. miejsce w rankingu, została pierwszą Niemką od siedemnastu lat (Steffi Graf w Paryżu), która wygrała turniej wielkoszlemowy, a ponadto najniżej sklasyfikowaną zwyciężczynią od triumfu Sereny Williams w 2007 roku.
Pierwszym występem Niemki po triumfie w Melbourne był mecz przeciwko Szwajcarkom w rozgrywkach Pucharu Federacji, który zakończyła z jedną porażką i jedną wygraną, by później wycofać się z rozgrywanego w Dubaju turnieju z powodu kontuzji uda. Po tygodniu absencji Kerber uczestniczyła w turnieju w Dosze, przegrywając w drugiej rundzie (w pierwszej miała wolny los), podobnie jak w Indian Wells. W Miami dotarła do półfinału. Ten sam etap zaliczyła w Charleston. Niemiecka tenisistka na zwycięską ścieżkę wróciła podczas rozgrywek w Stuttgarcie, pokonując w meczu mistrzowskim Laurę Siegemund i tym samym broniąc tytułu.
W największych turniejach na kortach ziemnych (Madryt, Rzym i Paryż) nie wygrała ani jednego meczu.

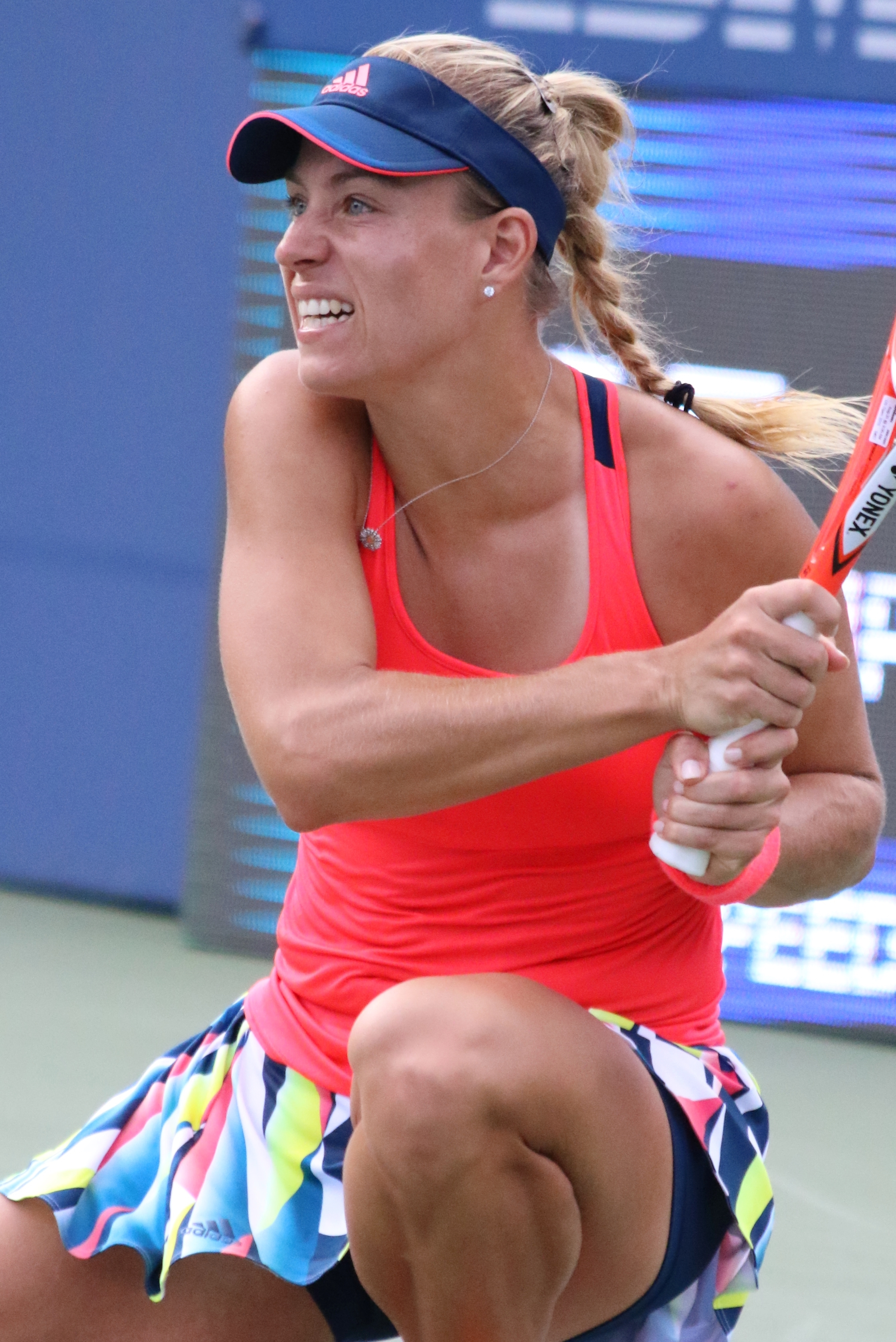
Typowe dla Kerber uderzenie z przysiadu podczas US Open 2016

Na Wimbledonie pokonała takie zawodniczki jak Simona Halep i Venus Williams, dochodząc do finału. W nim przegrała jednak z Sereną Williams 5:7, 3:6.
W Montrealu Kerber osiągnęła półfinał, ale tym razem Halep okazała się lepsza. W finale turnieju olimpijskiego w Rio de Janerio Niemka uległa Mónice Puig 4:6, 6:4, 1:6. W Cincinnati również doszła do ostatniej rundy, w której pokonała ją Karolína Plíšková. Zwieńczeniem tych udanych występów był triumf na US Open, w którym w meczu mistrzowskim pokonała Karolínę Plíškovą 6:3, 4:6, 6:4. Po tym turnieju awansowała na pierwsze miejsce w rankingu, zostając najstarszą debiutującą liderką i powstrzymując Serenę od pobicia rekordu Steffi Graf – 186 tygodni z rzędu na prowadzeniu (który został jednak wyrównany).
Po osiągnięciu trzecich rund w Wuhanie i Pekinie Kerber odniosła sukces w WTA Finals, wygrywając wszystkie mecze grupowe, w półfinale pokonując broniącą tytułu Radwańską i dopiero w ostatnim meczu ulegając Dominice Cibulkovej.
Wyjątkowe w sezonie 2016 było to, że osiągała lepsze wyniki w największych zawodach, niż w tych mniej ważnych. Dzięki temu rok ten jako całość był najbardziej udany w jej dotychczasowej karierze. Zebrała 9080 punktów, co dało jej zdecydowane pierwsze miejsce. Została też drugą zawodniczką w historii, która przekroczyła 10 milionów dolarów amerykańskich w jednym roku (wcześniej dwukrotnie dokonała tego młodsza z sióstr Williams). Wygrała ponadto plebiscyt na najlepszą sportsmenkę Niemiec i została nominowana do Laureus World Sportswoman of the Year.

### 2017
Cały pierwszy miesiąc Kerber spędziła w Australii, gdzie nie odniosła jednak większych sukcesów, tracąc pierwsze miejsce w rankingu singlowym na rzecz Sereny Williams. Lepiej powodziło jej się w Dubaju, gdzie doszła do półfinału. W Indian Wells przegrała w czwartej rundzie z późniejszą triumfatorką turnieju, Jeleną Wiesniną, i powróciła na pozycję liderki. Zawody w Miami zakończyła na ćwierćfinale, w którym została pokonana przez Venus Williams. W turnieju w Monterrey doszła do pierwszego w sezonie finału, w którym lepsza okazała się jednak Anastasija Pawluczenkowa.
Wiosenny okres gry na kortach ziemnych rozpoczęła od porażki w Stuttgarcie z Kristiną Mladenovic; w ten sposób straciła pierwsze miejsce w rankingu. Następnie skreczowała podczas trzeciego meczu w Madrycie, ale dzięki nieobecności Sereny Williams ponownie awansowała na pierwsze miejsce w rankingu singlowym. w Rzymie i na French Open przegrała pierwsze mecze.
Okres gry na kortach trawiastych rozpoczęła od rezygnacji z udziału w Birmingham z powodu kontuzji, ale w Eastbourne doszła do ćwierćfinału, ulegając Johannie Koncie. Na Wimbledonie zawodniczka w trzeciej rundzie była bliska porażki z Shelby Rogers. Tym niemniej już w kolejnym pojedynku trafiła na późniejszą zdobywczynię tytułu Garbiñe Muguruzę. Kerber okazała się jedyną w tym turnieju, która wygrała z nią seta, a w całym spotkaniu zdobyła więcej punktów od niej. Ostatecznie straciła jednak tysiąc punktów i status najlepszej zawodniczki świata.
W Toronto przegrała w trzeciej rundzie ze Sloane Stephens, a w Cincinnati w drugiej rundzie z Jekatieriną Makarową.

### 2018
Kolejny sezon, z nowym trenerem Wimem Fissette, Angelique Kerber rozpoczęła od wygrania wszystkich meczów singlowych w Pucharze Hopmana. Następnie triumfowała w Sydney, gdzie pokonała między innymi Venus Williams. Podczas Australian Open wygrała nad Mariją Szarapową i Madison Keys, ale w półfinale uległa liderce rankingu Simonie Halep 3:6, 6:4, 7:9.
W Dosze awansowała do ćwierćfinału, a w Dubaju – rundę dalej (zwycięstwo nad Plíškovą). Następnie osiągała ćwierćfinał w Indian Wells, Miami, Rzymie i French Open.
Na nawierzchni trawiastej dotarła do półfinału w Eastbourne. Na Wimbledonie awansowała do finału, w którym pokonała Serenę Williams wynikiem 6:3, 6:3.

## Styl gry
Angelique Kerber preferowała grę z głębi kortu. Słynęła z defensywy, z której potrafiła nagle kontrować i zagrywać uderzenie kończące. Była waleczna i silna psychicznie, radziła sobie dobrze w kluczowych momentach. Dodatkowym problemem dla rywalek była jej leworęczność, która wymagała innej niż zwykle taktyki. Nieco słabszym elementem gry był serwis, dlatego podczas meczów z jej udziałem było zwykle dużo przełamań z obu stron.

## Historia występów wielkoszlemowych
Legenda
     W, wygrany turniej
     F, przegrana w finale
     SF, przegrana w półfinale
     QF, przegrana w ćwierćfinale
     xR, przegrana w x rundzie
     Qx, przegrana w x rundzie kwalifikacji
     A, brak startu
     NH, turniej nie odbył się

### Występy w grze pojedynczej
| Australian Open        | A   | A   | A   | A   | Q1 | 2R  | 1R  | 3R | 1R | 3R | 4R | 4R | 1R | W  | 4R | SF | 4R | 4R | 1R | 1R  | A | 1R | 1 / 16 | 32 – 15  |  |  |
| French Open            | A   | A   | A   | A   | 1R | 1R  | Q2  | 2R | 1R | QF | 4R | 4R | 3R | 1R | 1R | QF | 1R | 1R | 1R | 3R  | A | 1R | 0 / 16 | 19 – 16  |  |  |
| Wimbledon              | A   | A   | A   | A   | 1R | 1R  | Q2  | 3R | 1R | SF | 2R | QF | 3R | F  | 4R | W  | 2R | NH | SF | 3R  | A | 1R | 1 / 15 | 38 – 14  |  |  |
| US Open                | A   | A   | A   | A   | 1R | Q1  | 2R  | 1R | SF | 4R | 4R | 3R | 3R | W  | 1R | 3R | 1R | 4R | 4R | A   | A | –  | 1 / 14 | 31 – 13  |  |  |
|                        |     |     |     |     |    |     |     |    |    |    |    |    |    |    |    |    |    |    |    |     |   |    |        |          |  |  |
| Ranking na koniec roku | 433 | 375 | 261 | 214 | 84 | 108 | 106 | 47 | 32 | 5  | 9  | 10 | 10 | 1  | 21 | 2  | 20 | 25 | 16 | 103 | – | –  | 3 / 61 | 120 – 58 |  |  |

### Występy w grze podwójnej
| Australian Open        | A | A | A   | A | A   | 1R  | A   | A   | 1R  | 1R  | A   | A | A   | A   | A | A | A | A  | A   | A | A | A | 0 / 3  | 0 – 3  |  |  |  |
| French Open            | A | A | A   | A | A   | A   | A   | 1R  | 1R  | 2R  | 1R  | A | A   | A   | A | A | A | A  | A   | A | A | A | 0 / 4  | 1 – 4  |  |  |  |
| Wimbledon              | A | A | A   | A | A   | A   | A   | 1R  | 3R  | 1R  | A   | A | A   | A   | A | A | A | NH | A   | A | A | A | 0 / 3  | 2 – 3  |  |  |  |
| US Open                | A | A | A   | A | 1R  | A   | A   | 1R  | A   | 3R  | A   | A | A   | A   | A | A | A | A  | A   | A | A | – | 0 / 3  | 2 – 3  |  |  |  |
|                        |   |   |     |   |     |     |     |     |     |     |     |   |     |     |   |   |   |    |     |   |   |   |        |        |  |  |  |
| Ranking na koniec roku | – | – | 429 | – | 205 | 190 | 240 | 859 | 156 | 165 | 138 | – | 407 | 214 | – | – | – | –  | 380 | – | – | – | 0 / 13 | 5 – 13 |  |  |  |

### Występy w grze mieszanej
| Australian Open | A | A | A | A | A | A | A | A | A | A  | A | A | A | A | A | A | A | A  | A | A | A | A | 0 / 0 | 0 – 0 |  |  |  |
| French Open     | A | A | A | A | A | A | A | A | A | A  | A | A | A | A | A | A | A | NH | A | A | A | A | 0 / 0 | 0 – 0 |  |  |  |
| Wimbledon       | A | A | A | A | A | A | A | A | A | 2R | A | A | A | A | A | A | A | NH | A | A | A | A | 0 / 1 | 1 – 1 |  |  |  |
| US Open         | A | A | A | A | A | A | A | A | A | A  | A | A | A | A | A | A | A | NH | A | A | A | – | 0 / 0 | 0 – 0 |  |  |  |
|                 |   |   |   |   |   |   |   |   |   |    |   |   |   |   |   |   |   |    |   |   |   |   |       |       |  |  |  |
|                 |   |   |   |   |   |   |   |   |   |    |   |   |   |   |   |   |   |    |   |   |   |   | 0 / 1 | 1 – 1 |  |  |  |

## Finały turniejów WTA
| Legenda                     | Legenda |
| --------------------------- | ------- |
| Wielki Szlem                |         |
| Igrzyska olimpijskie        |         |
| WTA Tour Championships      |         |
| 1988 – 2008                 |         |
| Kategoria I                 |         |
| Kategoria II                |         |
| Kategoria III               |         |
| Kategoria IV                |         |
| Kategoria V                 |         |
| 2009 – 2020                 |         |
| WTA Premier Mandatory       |         |
| WTA Premier 5               |         |
| WTA Premier                 |         |
| WTA International Series    |         |
| WTA 125K series (2012–2020) |         |
| od 2021                     |         |
| WTA 1000 (obowiązkowe)      |         |
| WTA 1000 (nieobowiązkowe)   |         |
| WTA 500                     |         |
| WTA 250                     |         |
| WTA 125                     |         |

### Gra pojedyncza 32 (14–18)
| Końcowy wynik | Nr  | Data                 | Turniej                  | Nawierzchnia   | Przeciwniczka            | Wynik finału           |
| ------------- | --- | -------------------- | ------------------------ | -------------- | ------------------------ | ---------------------- |
| Finalistka    | 1.  | 21 lutego 2010       | Bogota                   | Ceglana        | Mariana Duque Mariño     | 4:6, 3:6               |
| Zwyciężczyni  | 1.  | 12 lutego 2012       | Paryż                    | Twarda (hala)  | Marion Bartoli           | 7:6(3), 5:7, 6:3       |
| Zwyciężczyni  | 2.  | 15 kwietnia 2012     | Kopenhaga                | Twarda (hala)  | Caroline Wozniacki       | 6:4, 6:4               |
| Finalistka    | 2.  | 23 czerwca 2012      | Eastbourne               | Trawiasta      | Tamira Paszek            | 7:5, 3:6, 5:7          |
| Finalistka    | 3.  | 19 sierpnia 2012     | Cincinnati               | Twarda         | Li Na                    | 6:1, 3:6, 1:6          |
| Finalistka    | 4.  | 7 kwietnia 2013      | Monterrey                | Twarda         | Anastasija Pawluczenkowa | 6:4, 2:6, 4:6          |
| Finalistka    | 5.  | 28 września 2013     | Tokio                    | Twarda         | Petra Kvitová            | 2:6, 6:0, 3:6          |
| Zwyciężczyni  | 3.  | 13 października 2013 | Linz                     | Twarda (hala)  | Ana Ivanović             | 6:4, 7:6(6)            |
| Finalistka    | 6.  | 10 stycznia 2014     | Sydney                   | Twarda         | Cwetana Pironkowa        | 4:6, 4:6               |
| Finalistka    | 7.  | 16 lutego 2014       | Doha                     | Twarda         | Simona Halep             | 2:6, 3:6               |
| Finalistka    | 8.  | 21 czerwca 2014      | Eastbourne               | Trawiasta      | Madison Keys             | 3:6, 6:3, 5:7          |
| Finalistka    | 9.  | 3 sierpnia 2014      | Stanford                 | Twarda         | Serena Williams          | 6:7(1), 3:6            |
| Zwyciężczyni  | 4.  | 12 kwietnia 2015     | Charleston               | Ceglana        | Madison Keys             | 6:2, 4:6, 7:5          |
| Zwyciężczyni  | 5.  | 26 kwietnia 2015     | Stuttgart                | Ceglana (hala) | Caroline Wozniacki       | 3:6, 6:1, 7:5          |
| Zwyciężczyni  | 6.  | 21 czerwca 2015      | Birmingham               | Trawiasta      | Karolína Plíšková        | 6:7(5), 6:3, 7:6(4)    |
| Zwyciężczyni  | 7.  | 9 sierpnia 2015      | Stanford                 | Twarda         | Karolína Plíšková        | 6:3, 5:7, 6:4          |
| Finalistka    | 10. | 18 października 2015 | Hongkong                 | Twarda         | Jelena Janković          | 6:3, 6:7(4), 1:6       |
| Finalistka    | 11. | 9 stycznia 2016      | Brisbane                 | Twarda         | Wiktoryja Azaranka       | 3:6, 1:6               |
| Zwyciężczyni  | 8.  | 30 stycznia 2016     | Australian Open          | Twarda         | Serena Williams          | 6:4, 3:6, 6:4          |
| Zwyciężczyni  | 9.  | 24 kwietnia 2016     | Stuttgart                | Ceglana (hala) | Laura Siegemund          | 6:4, 6:0               |
| Finalistka    | 12. | 9 lipca 2016         | Wimbledon                | Trawiasta      | Serena Williams          | 5:7, 3:6               |
| Finalistka    | 13. | 13 sierpnia 2016     | Rio de Janeiro           | Twarda         | Mónica Puig              | 4:6, 6:4, 1:6          |
| Finalistka    | 14. | 21 sierpnia 2016     | Cincinnati               | Twarda         | Karolína Plíšková        | 3:6, 1:6               |
| Zwyciężczyni  | 10. | 10 września 2016     | US Open                  | Twarda         | Karolína Plíšková        | 6:3, 4:6, 6:4          |
| Finalistka    | 15. | 30 października 2016 | Singapur                 | Twarda (hala)  | Dominika Cibulková       | 3:6, 4:6               |
| Finalistka    | 16. | 9 kwietnia 2017      | Monterrey                | Twarda         | Anastasija Pawluczenkowa | 4:6, 6:2, 1:6          |
| Zwyciężczyni  | 11. | 13 stycznia 2018     | Sydney                   | Twarda         | Ashleigh Barty           | 6:4, 6:4               |
| Zwyciężczyni  | 12. | 14 lipca 2018        | Wimbledon                | Trawiasta      | Serena Williams          | 6:3, 6:3               |
| Finalistka    | 17. | 17 marca 2019        | Indian Wells             | Twarda         | Bianca Andreescu         | 4:6, 6:3, 4:6          |
| Finalistka    | 18. | 29 czerwca 2019      | Eastbourne               | Trawiasta      | Karolína Plíšková        | 1:6, 4:6               |
| Zwyciężczyni  | 13. | 26 czerwca 2021      | Bad Homburg vor der Höhe | Trawiasta      | Kateřina Siniaková       | 6:3, 6:2               |
| Zwyciężczyni  | 14. | 21 maja 2022         | Strasburg                | Ceglana        | Kaja Juvan               | 7:6(5), 6:7(0), 7:6(5) |

### Gra podwójna 2 (0–2)
| Końcowy wynik | Nr | Data            | Turniej          | Nawierzchnia | Partnerka       | Przeciwniczki                      | Wynik finału |
| ------------- | -- | --------------- | ---------------- | ------------ | --------------- | ---------------------------------- | ------------ |
| Finalistka    | 1. | 20 czerwca 2008 | ’s-Hertogenbosch | Trawiasta    | Līga Dekmeijere | Marina Erakovic Michaëlla Krajicek | 3:6, 2:6     |
| Finalistka    | 2. | 9 stycznia 2016 | Brisbane         | Twarda       | Andrea Petković | Martina Hingis Sania Mirza         | 5:7, 1:6     |

## Występy w Turnieju Mistrzyń

### W grze pojedynczej
| Rok  | Rezultat                              | Przeciwniczka                                     | Wynik                                  |
| 2012 | Faza grupowa                          | Serena Williams Wiktoryja Azaranka Li Na          | 4:6, 1:6 7:6(11), 6:7(2), 4:6 4:6, 3:6 |
| 2013 | Faza grupowa                          | Serena Williams Agnieszka Radwańska Petra Kvitová | 3:6, 1:6 6:2, 6:2 7:6(3), 2:6, 3:6     |
| 2014 | zawodniczka rezerwowa (nie wystąpiła) | zawodniczka rezerwowa (nie wystąpiła)             | zawodniczka rezerwowa (nie wystąpiła)  |
| 2015 | Faza grupowa                          | Petra Kvitová Garbiñe Muguruza Lucie Šafářová     | 6:2, 7:6(3) 4:6, 4:6 4:6, 3:6          |
| 2016 | Finał                                 | Dominika Cibulková                                | 3:6, 4:6                               |
| 2018 | Faza grupowa                          | Kiki Bertens Naomi Ōsaka Sloane Stephens          | 6:1, 3:6, 4:6 6:4, 5:7, 6:4 3:6, 3:6   |

## Występy w Turnieju WTA Elite Trophy

### W grze pojedynczej
| Rok  | Rezultat                                 | Przeciwniczka                            | Wynik                                    |
| 2017 | Faza grupowa                             | Anastasija Pawluczenkowa Ashleigh Barty  | 3:6, 6:3, 2:6 3:6, 4:6                   |
| 2019 | zrezygnowała ze startu mimo kwalifikacji | zrezygnowała ze startu mimo kwalifikacji | zrezygnowała ze startu mimo kwalifikacji |

## Występy w igrzyskach olimpijskich

### Gra pojedyncza
| Runda                                                                               | Przeciwniczka                       | Wynik               |
| ----------------------------------------------------------------------------------- | ----------------------------------- | ------------------- |
|                                                                                     |                                     |                     |
| Letnie Igrzyska Olimpijskie w Londynie 2012, reprezentując państwo Niemcy [7]       |                                     |                     |
| I runda                                                                             | Czechy: Petra Cetkovská             | 6:1, 3:0 krecz      |
| II runda                                                                            | Węgry: Tímea Babos [Alt]            | 6:1, 6:1            |
| III runda                                                                           | Stany Zjednoczone: Venus Williams   | 7:6(5), 7:6(5)      |
| Ćwierćfinał                                                                         | Białoruś: Wiktoryja Azaranka [1]    | 4:6, 5:7            |
|                                                                                     |                                     |                     |
| Letnie Igrzyska Olimpijskie w Rio de Janeiro 2016, reprezentując państwo Niemcy [2] |                                     |                     |
| I runda                                                                             | Kolumbia: Mariana Duque Mariño      | 6:3, 7:5            |
| II runda                                                                            | Kanada: Eugenie Bouchard            | 6:4, 6:2            |
| III runda                                                                           | Australia: Samantha Stosur [13]     | 6:0, 7:5            |
| Ćwierćfinał                                                                         | Wielka Brytania: Johanna Konta [10] | 6:1, 6:2            |
| Półfinał                                                                            | Stany Zjednoczone: Madison Keys [7] | 6:3, 7:5            |
| Finał                                                                               | Portoryko: Mónica Puig              | 4:6, 6:4, 1:6       |
|                                                                                     |                                     |                     |
| Letnie Igrzyska Olimpijskie w Paryżu 2024, reprezentując państwo Niemcy [PR]        |                                     |                     |
| I runda                                                                             | Japonia: Naomi Ōsaka                | 7:5, 6:3            |
| II runda                                                                            | Rumunia: Jaqueline Cristian         | 6:4, 3:6, 6:4       |
| III runda                                                                           | Kanada: Leylah Fernandez [16]       | 6:4, 6:3            |
| Ćwierćfinał                                                                         | Chiny: Zheng Qinwen [6\|ITF]        | 7:6(4), 4:6, 6:7(6) |

### Gra podwójna
| Runda                                                                           | Partnerka            | Przeciwniczki                                        | Wynik         |
| ------------------------------------------------------------------------------- | -------------------- | ---------------------------------------------------- | ------------- |
|                                                                                 |                      |                                                      |               |
| Letnie Igrzyska Olimpijskie w Londynie 2012, reprezentując państwo Niemcy       |                      |                                                      |               |
| I runda                                                                         | Sabine Lisicki [5]   | Wielka Brytania: Laura Robson / Heather Watson [ITF] | 1:6, 6:4, 6:3 |
| II runda                                                                        | Sabine Lisicki [5]   | Stany Zjednoczone: Serena Williams / Venus Williams  | 2:6, 5:7      |
|                                                                                 |                      |                                                      |               |
| Letnie Igrzyska Olimpijskie w Rio de Janeiro 2016, reprezentując państwo Niemcy |                      |                                                      |               |
| I runda                                                                         | Andrea Petković      | Włochy: Sara Errani / Roberta Vinci [8]              | 2:6, 2:6      |
|                                                                                 |                      |                                                      |               |
| Letnie Igrzyska Olimpijskie w Paryżu 2024, reprezentując państwo Niemcy         |                      |                                                      |               |
| I runda                                                                         | Laura Siegemund [PR] | Wielka Brytania: Katie Boulter / Heather Watson      | 2:6, 3:6      |

### Gra mieszana
| Runda                                                                   | Partner            | Przeciwnicy                                   | Wynik    |
| ----------------------------------------------------------------------- | ------------------ | --------------------------------------------- | -------- |
|                                                                         |                    |                                               |          |
| Letnie Igrzyska Olimpijskie w Paryżu 2012, reprezentując państwo Niemcy |                    |                                               |          |
| I runda                                                                 | Philipp Petzschner | Białoruś: Wiktoryja Azaranka / Maks Mirny [1] | 2:6, 2:6 |